# Dolga vas, Lendava
Dolga vas este o localitate din comuna Lendava, Slovenia, cu o populație de 621 de locuitori.